# 비바 로플린
비바 로플린(Viva Laughlin)은 2007년 10월 18일부터 21일까지 CBS에서 방영한 뮤지컬 코미디 드라마이다. 배우들이 장면 사이사이 노래를 부른다.
2화까지 방송되고 취소되었다.

## 개요
네바다주 로플린에 카지노를 개발 중인 사업가 리플리는 자금이 떨어지자 평소 경쟁 상대인 니키에게 도움을 청하나 니키 본인이 해당 카지노를 갖길 원하자 거절한다. 이 카지노에서 옛 동업자의 시체가 발견되면서 리플리는 살인 수사 과정에 얽힌다.

## 출연진
- 로이드 오언 - 리플리 홀든 역
- 메이천 에이믹 - 내털리 홀든 역
- 엘런 워글롬 - 샤이엔 홀든 역
- 카터 젱킨스 - 잭 홀든 역
- 에릭 윈터 - 피터 칼라일 역
- D. B. 우드사이드 - 마커스 헹크먼 역
- 휴 잭맨 - 니키 폰태나 역
- 멜러니 그리피스 - 버니 백스터 역
- P. J. 번 - 존지 역

## 같이 보기
- 내일은 스타 (1982년 드라마)